# 月仙帖木儿
月仙帖木儿（?—?），又作月兒帖木兒，西州回鹘可汗，大约13世纪前期在位。
当时西州回鹘臣属于西辽，但是内政还能自主，成吉思汗西征，月兒帖木兒的儿子巴而术·阿而忒·的斤投靠蒙古，成为铁木真的女婿和义子。
| 前任： 毕勒哥 | 西州回鹘可汗 13世纪前期 | 繼任： 巴而术·阿而忒·的斤 |